# Clistoabdominalis eutrichodes
Clistoabdominalis eutrichodes är en tvåvingeart som först beskrevs av Perkins 1906.  Clistoabdominalis eutrichodes ingår i släktet Clistoabdominalis och familjen ögonflugor. Inga underarter finns listade i Catalogue of Life.